# Pásmo Gazy

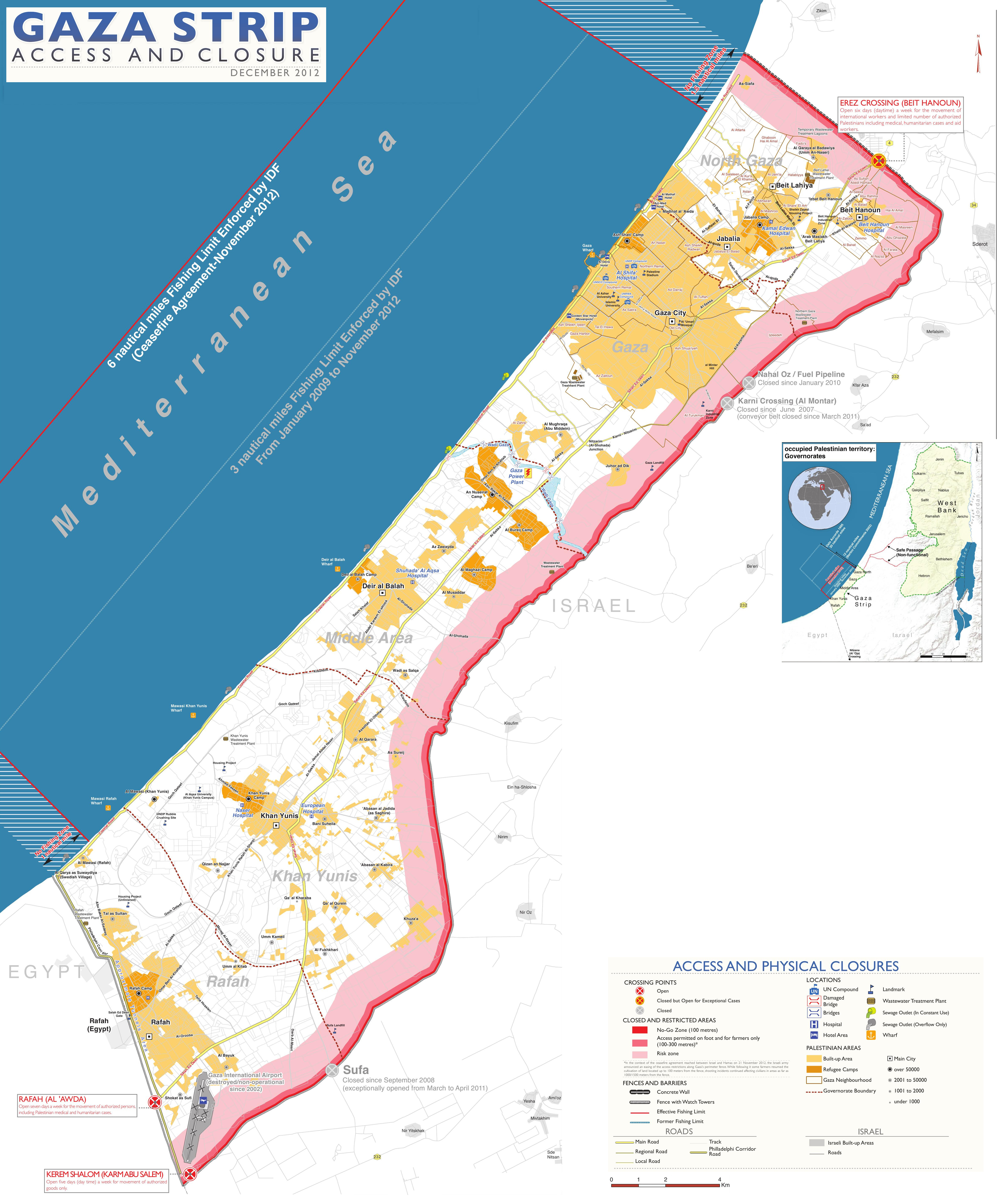
Podrobná mapa pásma Gaza (anglicky)

Pásmo Gazy (též Pásmo Gaza, arabsky: قطاع غزة, Qittāʿ Ghazah, hebrejsky: רצועת עזה, Recu'at Aza) je úzké území státu Palestina na východním pobřeží Středozemního moře, které na východě a severu sousedí s Izraelem a na jihozápadě s Egyptem. S počtem obyvatel 2 miliony na ploše přibližně 365 km2 se Gaza řadí mezi nejhustěji zalidněné oblasti světa, s hustotou zalidnění jen o málo nižší než Singapur, 2. nejhustěji zalidněný stát světa. Vedle Západního břehu Jordánu je jedním ze dvou oddělených území Palestiny.
Během první arabsko-izraelské války, která vypukla v květnu 1948, území obsadil Egypt, který zde v souladu s rozhodnutím Ligy arabských států, umožnil v září 1948 vznik de facto loutkového státu, který získal název Všepalestina. Po uzavření dohod o příměří v únoru 1949 byly vymezeny hranice Pásma Gazy a současně vypukl ozbrojený konflikt. Egypt nadále území okupoval. Po egyptské revoluci se z Všepalestiny oficiálně stal egyptský protektorát, byla rozpuštěna exilová všepalestinská vláda a roku 1959 bylo území de jure včleněno do Sjednocené arabské republiky. Egyptská okupace byla přerušena během suezské krize (1956–1957), během které bylo území okupováno Izraelem. Po šestidenní válce roku 1967 bylo pásmo dobyto a  vojensky okupováno Izraelem, následně od roku 1981 pod civilní správou Izraele. V devadesátých letech 20. století byla v rámci dohod z Osla kontrola nad oblastí předána Palestinské samosprávě, přičemž v určitých oblastech existovaly izraelské osady. Tyto osady byly vyklizeny v roce 2005 v rámci izraelského stahování z Gazy.
Od roku 2007 zde vládne islamistické teroristické uskupení Hamás, které v roce 2006 zvítězilo v posledních palestinských parlamentních volbách, což vedlo k tomu, že hnutí Fatah odmítlo vstoupit do navrhované koalice. Krátká vláda jednoty se rozpadla, což vedlo k vytvoření samostatných správních orgánů na Západním břehu Jordánu a v Gaze. Izrael a Blízkovýchodní kvartet uvalily na Hamás hospodářské sankce. Krátká občanská válka v Gaze skončila tím, že Hamás se stal jedinou vládnoucí silou. Od převzetí moci Hamásem je Gaza pod pozemní, námořní a leteckou blokádou Izraele a Egypta. Ta brání lidem a zboží volně vstupovat na území nebo je opouštět. Území pásma je proto Mezinárodním soudním dvorem, Mezinárodním trestním soudem, Mezinárodním červeným křížem, Valným shromážděním OSN, Evropskou unií, Africkou unií, Amnesty International, Human Rights Watch a dalšími členy mezinárodního společenství stále považováno za okupované Izraelem.
Většina Palestinců v pásmu Gazy, kde se nachází osm uprchlických táborů, jsou potomci uprchlíků, kteří uprchli nebo byli vyhnáni z oblasti, která se po arabsko-izraelské válce v roce 1948 stala Izraelem. Převážnou část obyvatelstva v pásmu Gazy tvoří sunnitští muslimové a palestinská křesťanská menšina. Roční přírůstek obyvatelstva v Gaze činí 2,91 % (odhad z roku 2014), což je 13. nejvyšší přírůstek na světě, a je často označována za přelidněnou, Gaza trpí nedostatkem vody, elektřiny a léků. Organizace spojených národů (OSN) a nejméně 19 organizací na ochranu lidských práv vyzvalo Izrael, aby zrušil blokádu Gazy, zatímco zpráva Konference OSN o obchodu a rozvoji pro Valné shromáždění OSN zveřejněná v listopadu 2020 uvádí, že ekonomika Gazy je na pokraji zhroucení a že je nezbytné blokádu zrušit.
V reakci na teroristický útok Hamásu ze 7. října 2023 Izrael zahájil válku proti Hamásu a v rámci ní uplatňuje úplnou blokádu. Vzhledem k tomu, že blokáda zahrnuje i potraviny, léky či vodu, varovala řada organizací či veřejných činitelů před rozvojem hladomoru, zejména na severu oblasti.

## Historie
Oblast dnešního Pásma Gaza byla v roce 1517 dobyta Osmanskou říší, jejíž součástí následně bylo až do první světové války. Na počátku 19. století dominoval regionu kulturně Egypt. Ač bylo pásmo stále pod nadvládou Osmanské říše, mnoho obyvatel byli právě Egypťané, kteří emigrovali kvůli politickým nepokojům.
Během první světové války (1914–1918) sloužilo pásmo jako bojiště, na kterém se utkali Britové proti Turkům podporovaným Němci. Během Třetí bitvy o Gazu bylo 7. listopadu 1917 pásmo Brity obsazeno. Po válce se Gaza stala součástí Britského mandátu Palestina pod kontrolou Spojeného království. Židé osidlovali pásmo v okolí Gazy až do nepokojů v Palestině v roce 1929, kdy byli donuceni toto pásmo opustit. Poté vydali Britové zákaz, podle něhož nesměli Židé v tomto pásmu žít. I přesto se někteří Židé vrátili a založili kibuc Kfar Darom poblíž hranice s Egyptem.
Po druhé světové válce vytvořila komise OSN plán na rozdělení mandátní Palestiny, který 29. listopadu 1947 schválilo Valné shromáždění OSN. Podle tohoto plánu měl vzniknout arabský a židovský stát, přičemž oblast dnešního Pásma Gaza měla připadnout budoucímu arabskému státu. Arabské státy však plán odmítly a namísto toho po vyhlášení izraelské nezávislosti 14. května 1948 došlo k první arabsko-izraelské válce. V roce 1948 populace území budoucího Pásma Gazy čítala 80 tisíc lidí. Válka na území přivedla 200 tisíc uprchlíků, pro které byly později zřízeny uprchlické tábory.
Území kolem města Gazy, které bylo v roce 1947 vymezeno OSN coby část zamýšleného arabského státu, po vypuknutí války obsadilo egyptské vojsko. V září 1948 zde Liga arabských států schválila vznik Všepalestiny s vlastní vládou, přičemž Egyptu byla udělena kontrola nad územím. S tímto postupem nesouhlasilo Jordánsko, coby člen Ligy arabských států, které obsadilo území dnes známé jako Západní břeh Jordánu (později ho anektovalo) a které si nárokovalo celé území Palestiny. V prosinci 1948 Izrael zahájil ofenzívu proti Egyptu (operace Chorev) a jeho armádu vytlačil až za Sinajský poloostrov. Všepalestinská vláda se byla nucena uchýlit do exilu v Káhiře. V únoru 1949 došlo k uzavření dohod o příměří, byla stanovena zelená linie, a tím i hranice Pásma Gazy. Za území budoucího Pásma Gazy jednal Egypt coby válčící strana. Izraelská armáda se stáhla a území znovu obsadila egyptská armáda. Všepalestinská vláda se z káhirského exilu již nevrátila a Všepalestina se plně stala závislým státem (vojensky, ekonomicky i politicky). V roce 1952 došlo k egyptské revoluci, která z Egyptského království udělala republiku s ideologií panarabismu. Liga arabských států schválila formální status egyptského protektorátu (Všepalestinský protektorát) a došlo k rozpuštění exilové vlády. Byla zachována jen formální pozice premiéra, který protektorát zastupoval na mezinárodních jednáních, zejména Ligy arabských států. V roce 1959 došlo de jure k včlenění do Sjednocené arabské republiky. Fakticky na území pokračovala vojenská správa. Egyptská okupace byla přerušena během suezské krize (1956–1957), během které bylo území okupováno Izraelem.
De facto tomuto území Egypt vládl až do roku 1967, kdy jej v šestidenní válce dobyl a následně vojensky okupoval Izrael, poté od roku 1981 bylo území pod civilní správou Izraele. V Pásmu Gazy v té době vzniklo několik izraelských osad. Počátkem 90. let získala v rámci Oselských dohod kontrolu nad městy v pásmu nově vzniklá Palestinská samospráva, Izrael nicméně udržoval kontrolu nad místním leteckým prostorem, hranicemi a teritoriálními vodami. V roce 1994 začal Izrael s výstavbou hraniční bariéry kolem Pásma Gazy, kterou od té doby modernizuje a posiluje.
V roce 2005 se Izrael za vlády Ariela Šarona z celého Pásma Gazy jednostranně stáhl, přičemž evakuoval všechny své občany (do té doby zde žilo necelých devět tisíc Izraelců). O rok později se v Pásmu Gaza konaly volby, které vyhrálo hnutí Hamás. To se nejprve pokusilo utvořit vládu národní jednoty pod vedením Ismajla Haníji, zahrnující i poražené hnutí Fatah. V roce 2007 však kompletně převzalo moc po násilných střetech s Fatahem, které z Pásma Gaza vyhnalo. Izrael a Egypt následně uzavřely hraniční přechody s Pásmem Gaza a Izrael zavedl námořní blokádu, aby zamezil přísun zbraní do Pásma Gaza, odkud je od roku 2001 ostřelován raketami. Řada arabských států odmítla převzetí moci Hamásem a v roce 2008 uznaly Egypt, Jordánsko a Saúdská Arábie jako jedinou legitimní palestinskou vládu tu na Západním břehu Jordánu pod vedením Mahmúda Abbáse.

### Ozbrojené akce po jednostranném stažení Izraele
V reakci na palestinské ozbrojené útoky (ostřelování raketami a minomety, teroristické útoky a únosy) a pašování zbraní do Pásma Gaza podnikl Izrael v minulosti řadu vojenských operací. Od roku 2005, kdy se Izrael z Pásma Gaza jednostranně stáhl, na něj bylo palestinskými extremisty vypáleno přes jedenáct tisíc střel. S ohledem na tuto hrozbu Izrael vyvinul a začal využívat protiraketový obranný systém Železná kopule, který ničí střely mířící na obydlené oblasti. Za účelem zastavení ostřelování podnikl několik vojenských operací. V roce 2004 podnikl operace Duha a Dny pokání, v roce 2006 operace Letní déšť a Podzimní mraky a v roce 2008 operaci Horká zima. Na přelomu let 2008 a 2009 proběhla rozsáhlá ofenziva označovaná jako operace Lité olovo. Na obou stranách konfliktu si vyžádala asi 1400 mrtvých a více než 5000 zraněných, přispěla však k dramatickému poklesu počtu střel vypálených na Izrael (celkem o 77 % z 3716 v roce 2007 na 858 v roce následujícím). Další ofenzivu, známou jako operace Pilíř obrany, uskutečnil Izrael v listopadu 2012. Zabil při ní vojenského velitele Hamásu Ahmada Džabarího a zničil sklady a odpaliště modernějších íránských raket středního doletu. V červenci a srpnu 2014 proběhla operace Ochranné ostří, která byla reakcí Izraele na opětovné raketové útoky na jeho území ze strany palestinských militantních skupin.

### Válka od roku 2023

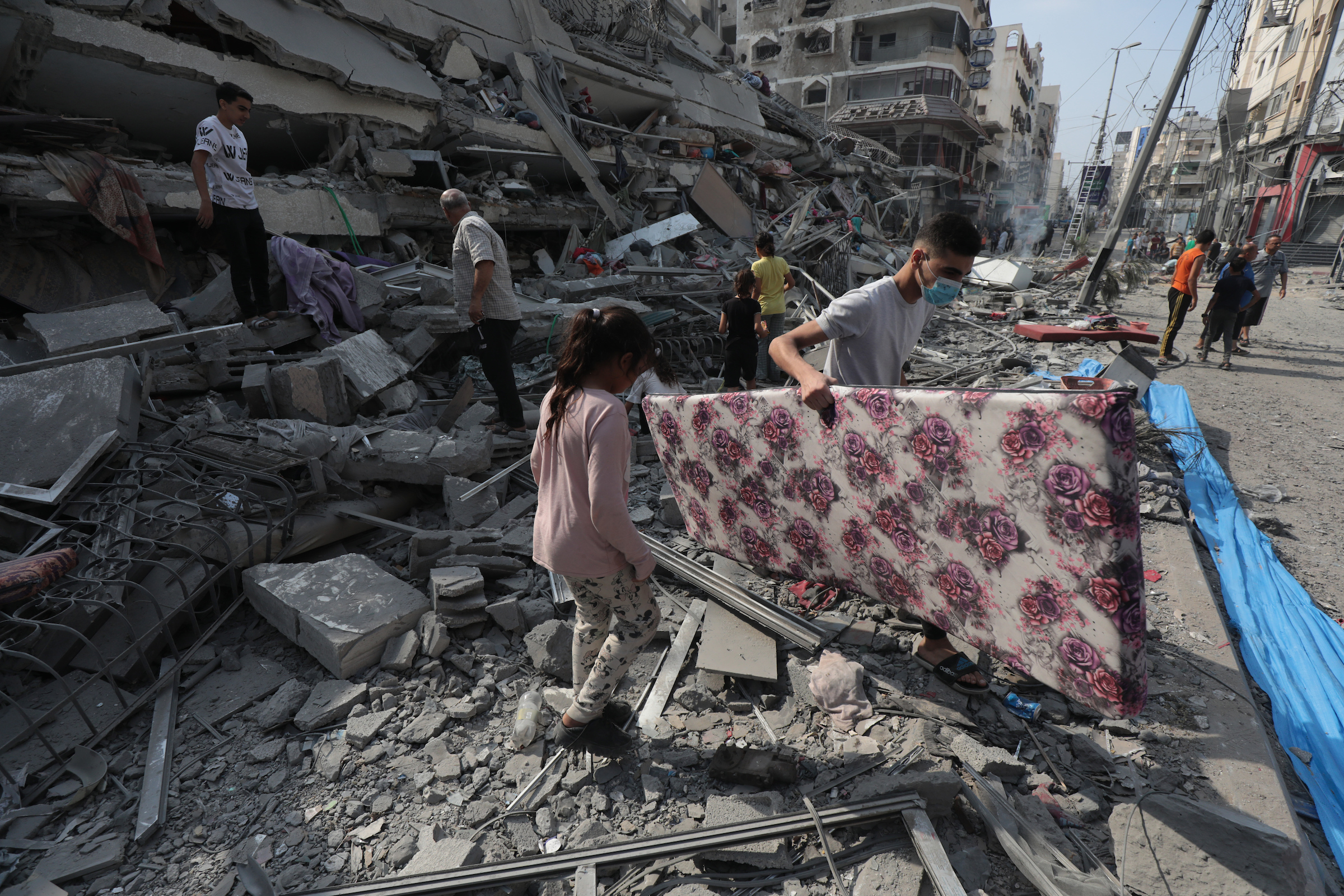
Obyvatelé Gazy prohledávají trosky domu zničeného izraelskými nálety

Dne 7. října 2023 zahájili ozbrojenci hnutí Hamás největší operaci v historii pásma. Operace začala vypálením asi 2 000 raket 7.10 ráno, následovaným proražením hraničních bariér na několika místech. Izrael, jehož zpravodajské složky selhaly a který na útok nebyl připraven, neprodleně spustil odvetnou operaci. 8. října ozbrojenci Hamásu stále drželi 7 měst a vesnic. Na festivalu Supernova v Negevské poušti u kibucu Re'im poblíž Pásma Gazy Hamás při útoku zabil přes 250 lidí a do Pásma Gazy odvlekl přes 100 rukojmí.
Izraelský premiér Benjamin Netanjahu nařídil v odvetě za útok Hamásu letecké údery a zavedení totální blokády Pásma Gazy. Izraelské bombardování Pásma Gazy si vyžádalo desetitisíce palestinských obětí. Po prvním měsíci války hlásily palestinské úřady téměř 11 000 obětí (z nichž zhruba 40 % tvořily děti), do května 2025 bylo obětí přes 52 tisíc. OSN obvinila Hamás i Izrael z páchání válečných zločinů. Od poloviny roku 2024 se mezi právními experty objevuje shoda, že Izrael páchá v Gaze genocidu.

## Geografie, geologie, podnebí
Pásmo Gazy je 41 km dlouhé, 6 až 12 km široké a má celkovou rozlohu 365 km2. Na jihozápadě sousedí u města Rafah s Egyptem, kde končí na někdejší hranici mezi Egyptem a Britským mandátem Palestina. Na jihu, východě a severu sousedí s Izraelem, kde končí na linii příměří podle dohody o příměří mezi Egyptem a Izraelem, uzavřené 24. února 1949. Hranice s Izraelem je dlouhá 51 km a s Egyptem 11 km.
Chán Júnis se nachází 7 km severovýchodně od Rafáhu a několik měst v okolí Dajr el-Balah se nachází podél pobřeží mezi ním a městem Gaza. Severně od města Gaza se nachází Bejt Lahíja a severovýchodně od něj Bajt Hánún. Na písečných dunách přiléhajících k Rafahu a Chán Júnisu, podél jihozápadního okraje 40 km středomořského pobřeží, se dříve rozkládal blok izraelských osad Guš Katif. Pláž Al Deira je oblíbeným místem surfařů.
Topografii Pásma Gazy dominují tři hřbety rovnoběžné s pobřežím, které tvoří vápnité eolické (větrem usazené) pískovce pleistocenního až holocenního stáří, místně označované jako "kurkar", prokládané červeně zbarvenými jemnozrnnými paleosoly, označovanými jako "hamra". Tři hřbety jsou odděleny vádími, která jsou vyplněna aluviálními nánosy. Terén je plochý nebo zvlněný, s dunami v blízkosti pobřeží. Nejvyšším bodem je Abu 'Awdah (Joz Abu 'Auda), 105 m nad mořem.
Hlavní řekou v Pásmu Gazy je Wadi Gaza, kolem níž byla zřízena přírodní rezervace Wadi Gaza, která chrání jediný pobřežní mokřad v Pásmu Gazy.

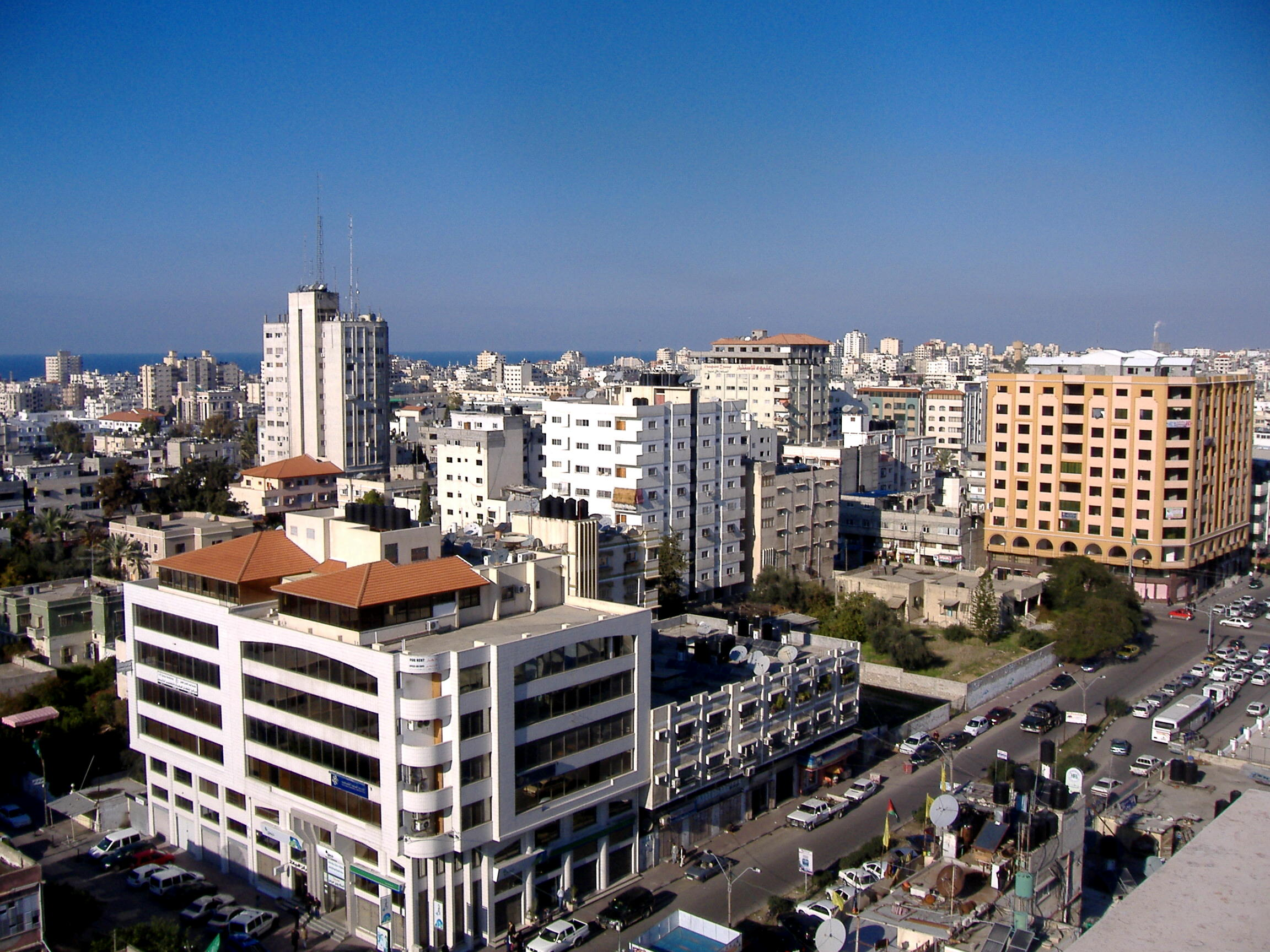
Panorama města Gaza City v roce 2007

Pásmo Gazy má horké semiaridní klima (BSh dle Köppenovy klasifikace podnebí) s teplými zimami, během nichž spadne prakticky všechen roční úhrn srážek, a suchými, horkými léty. Navzdory suchu je vlhkost vzduchu po celý rok vysoká. Roční úhrn srážek je vyšší než v kterékoli části Egypta a pohybuje se mezi 225 mm na jihu a 400 mm na severu, téměř všechny srážky však spadnou mezi listopadem a únorem. Mezi problémy životního prostředí patří rozšiřování pouští, zasolování sladké vody, čištění odpadních vod, nemoci přenášené vodou, degradace půd a vyčerpání a kontaminace podzemních vodních zdrojů.

## Administrativní dělení

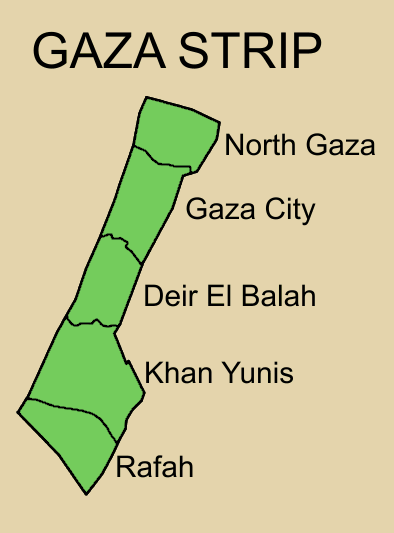
Guvernoráty Pásma Gaza (anglicky)

Pásmo Gaza je rozděleno do 5 guvernorátů (seřazeno ze severu na jih):
- Guvernorát Severní Gaza
- Guvernorát Gaza
- Guvernorát Dajr al-Balah
- Guvernorát Chán Júnis
- Guvernorát Rafah

## Hraniční přechody
- Erez (gazsko-izraelský)
- Karni (gazsko-izraelský, trvale uzavřen)
- Kerem Šalom (gazsko-izraelský)
- Kisufim (gazsko-izraelský, trvale uzavřen)
- Rafáh (gazsko-egyptský)
- Sufa (gazsko-izraelský, trvale uzavřen)[42]

## Zajímavost
Co lidé v Gaze chtějí, je otevření přechodů… nejen pro zboží, ale i lidi. Protože [Palestinci v pásmu Gazy] žijí ve vězení pod širým nebem.
John Holmes, OSN

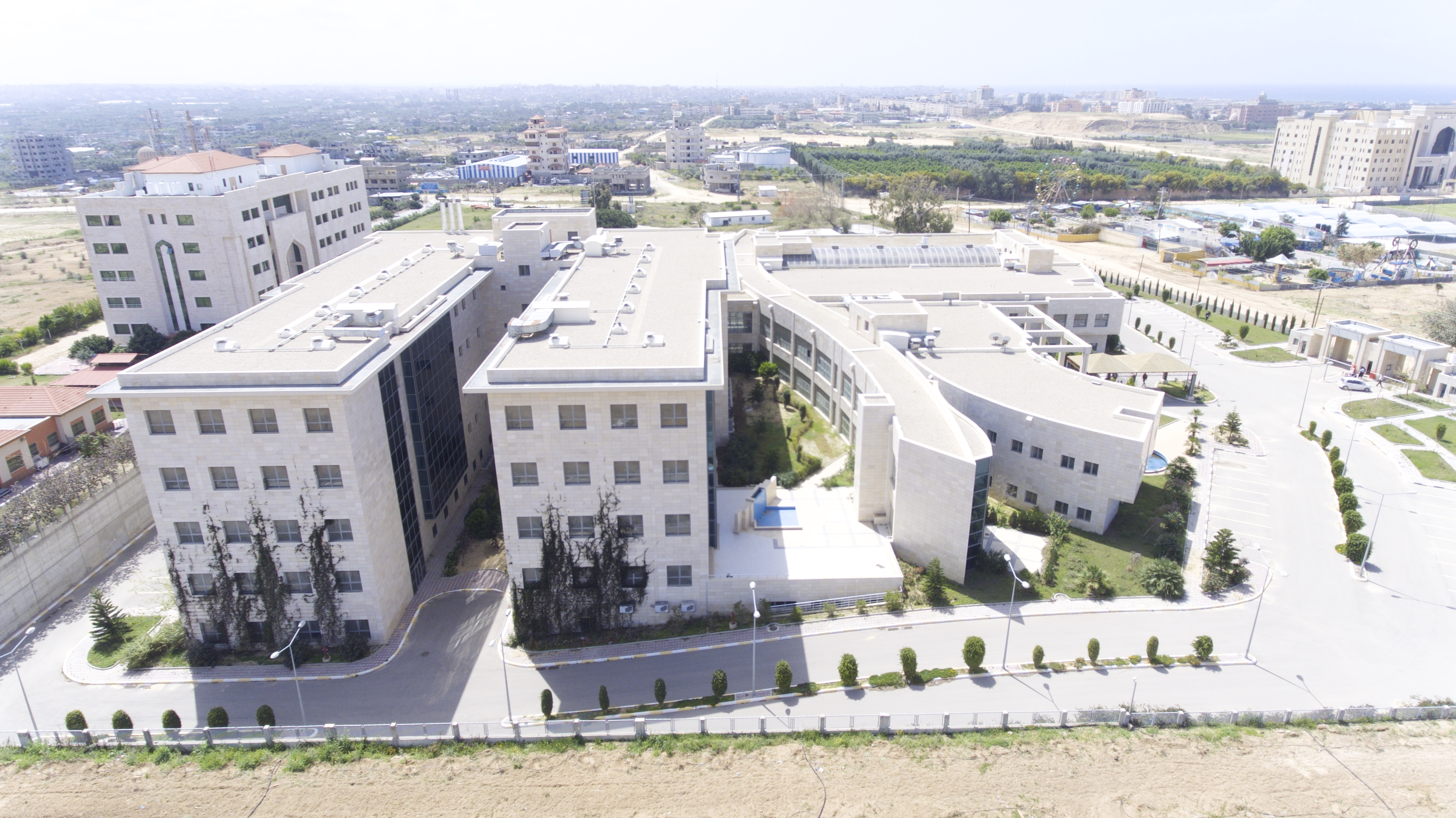
Nemocnice Turecko-palestinského přátelství, která byla až do svého uzavření v říjnu 2023 jedinou nemocnicí pro pacienty s rakovinou v Gaze

- Podle americké diplomatické depeše z roku 2008, zveřejněné serverem WikiLeaks, usiloval Izrael o to, aby byla ekonomika v Gaze „stále na pokraji kolapsu“.[43]
- 12. března 2010 Pásmo Gaza navštívil šéf úřadu pro koordinaci humanitárních záležitostí při OSN John Holmes.[44]
- V roce 1998 bylo na jihozápadním okraji Pásma Gaza otevřeno Letiště Jásira Arafata, které bylo v provozu do roku 2000. V roce 2001 izraelské letectvo zničilo radarovou stanici a řídicí věž. Dráha byla zničena izraelskými buldozery v roce 2002.[45]
- V roce 2014 byla nezaměstnanost v Gaze 43 % a mezi mladými dokonce 60 %.[46]